# Шайлайтс
Шайлайтс (на английски: The Chi-Lites) е американски смуут соул вокален квартет от Чикаго от началото на 70-те, един от малкото, които не са установени в Мемфис или Филаделфия. Ръководени са от Юджийн Рекърд и регистрират 11 хита в Топ 10 на ритъм енд блуса в периода 1969 – 1974 г.
Групата е сформирана в края на 50-те, щом Шанторс (Рекърд, Робърт Скуъръл Лестър и Клерънс Джонсън) се събират с Маршал Томпсън и Кредел Джоунс – Ред от Десидерос, за да образуват Хайлайтс. Те искат да направят посвещение на родния си град Чикаго и заради това си променят името на Маршал енд Шайлайтс през 1964 (на английски Чикаго се произнася Шикаго). Джонсън напуска по-късно през същата година, и името е скъсено до Шайлайтс.
Рекърд е главният автор на песните на групата, макар че често работи заедно с други, например Барбара Аклин.
Групата влиза във Залата на славата на вокалните групи през 2005 г., а на 17 август 2013 г. е увековечена с място в Залата на славата на ритъм енд блус музиката.